# Webley–Fosbery Automatic Revolver
O Webley–Fosbery Self-Cocking Automatic Revolver é um revólver semiautomático operado por recuo projetado pelo tenente-coronel George Vincent Fosbery CV e produzido pela empresa Webley & Scott de 1901 a 1924. O revólver é facilmente reconhecível pelas ranhuras em zigue-zague no tambor.

## História
As pistolas semiautomáticas estavam apenas começando a aparecer quando o coronel Fosbery (1832–1907) desenvolveu um revólver que armava o cão e girava o tambor deslizando o conjunto de ação, tambor e cano de volta à estrutura. O protótipo era um revólver Colt Single Action Army modificado. Fosbery patenteou sua invenção em 16 de agosto de 1895 e outras melhorias foram patenteadas em junho e outubro de 1896.
Fosbery levou seu projeto para P. Webley & Son de Birmingham. P. Webley & Son, que se fundiu com W.C. Scott & Sons e Richard Ellis & Son em 1897 para formar a Webley & Scott Revolver and Arms Co., foi o principal fabricante de pistolas de serviço para o Exército Britânico, além de produzir armas de fogo para uso civil. Webley desenvolveu ainda mais o design e o revólver semiautomático Webley-Fosbery foi introduzido nas partidas em Bisley em julho de 1900.
No uso civil, o Webley-Fosbery era popular entre os atiradores de tiro ao alvo. Como o mecanismo de gatilho não girava o tambor, os disparos eram suaves e consistentes, permitindo disparos rápidos e precisos. Walter Winans, um famoso atirador contemporâneo, preferia o Webley-Fosbery e, em 1902, ele o usou para efetuar seis tiros em um alvo de 5,1 cm a 12 passos em sete segundos. Usando um speedloader Prideaux, ele foi capaz de disparar doze tiros em um alvo de 7,6 cm em aproximadamente 15 segundos.

### Uso em tempos de guerra
Embora Webley visse esta arma como uma arma ideal para tropas de cavalaria, o Webley-Fosbery nunca foi adotado como uma arma oficial do governo. Com mais de 28 cm de comprimento e pesando cerca de 1.239 gramas descarregado, o Webley-Fosbery era uma arma pesada mesmo para os padrões da época. Vários modelos de revólveres Webley-Fosbery foram produzidos, e o tipo viu ação limitada na Segunda Guerra dos Bôeres, bem como na Primeira Guerra Mundial, onde alguns exemplares comprados em particular foram carregados por oficiais britânicos no cartucho de serviço .455. Relatórios de campo sugeriram que o Webley-Fosbery, com suas superfícies de recuo usinadas com precisão, era mais suscetível a emperramento em condições de guerra de lama e chuva do que armas secundárias comparáveis do período. Tem sido comumente alegado que o Webley-Fosbery exigia um aperto firme para que o tambor girasse corretamente e armasse a arma.
A produção cessou em 1924, com uma produção total de menos de 5.000. Muitos revólveres não foram vendidos, e o modelo foi carregado nos catálogos da Webley até 1939.